# Římskokatolická farnost Sulkovec
Římskokatolická farnost Sulkovec je územním společenstvím římských katolíků v rámci žďárského děkanství brněnské diecéze s farním kostelem svatého Havla.

## Historie farnosti
První písemná zpráva o Sulkovci pochází z roku 1459. V roce 1645 byla obec zcela vypálena Švédy. Z původní kaple, která v obci vznikla v 17. století, byl v letech 1735–1736 vystavěn barokní kostel svatého Havla. 

## Duchovní správci
Jména farářů v Sulkovci jsou známá od roku 1793. Od roku 1999 zde není trvale žijící farář, kněz dojíždí ze sousední farnosti v Jimramově. Administrátorem excurrendo byl od 1. září 2010 R. D. Mgr. Pavel Vybíhal. S platností od 1. května 2018 se administrátorem excurrendo stal R. D. Mgr. Ing. Marek Husák, DiS. Od 1. srpna 2023 byl administrátorem farnosti R. D. Mariuzs Józef Sierpniak z Jimramova, kterého 1. srpna 2025 nahradil R. D. Mgr. Bc. Václav Hejč.

## Bohoslužby
| Kostel        | Místo    | Bohoslužba (den) | Hodina                          | Poznámka     |
| ------------- | -------- | ---------------- | ------------------------------- | ------------ |
| svatého Havla | Sulkovec | neděle úterý     | 11.15 17.30 (zima)/18.30 (léto) | farní kostel |

## Aktivity ve farnosti
Nedělní bohoslužby navštěvuje v Sulkovci asi 70 farníků, v Nyklovicích asi 50 věřících.
Pravidelná je výuka náboženství, konají se poutě, výlety nebo tábory pro děti. Oblast Jimramovska je také známá silnou přítomností evangelických křesťanů, již od dob tolerance jsou dobré vzájemné ekumenické vztahy.
Dnem vzájemných modliteb farností za bohoslovce a bohoslovců za farnosti brněnské diecéze je 31. květen. Adorační den připadá na 21. prosince.
Ve farnosti se pravidelně koná tříkrálová sbírka. V roce 2016 se při sbírce vybralo v Sulkovci 8 735 korun. 
Aktivní je farní divadelní soubor, který ročně připraví čtyři představení včetně pašijových her.